# اندیویل (مینه‌سوتا)
اندیویل (به انگلیسی: Andyville) یک منطقهٔ مسکونی در ایالات متحده آمریکا است که در شهرستان مور، مینه‌سوتا قرار دارد. اندیویل ۳۷۸٫۸۷ متر بالاتر از سطح دریا قرار دارد.